# دانوب آبی (فیلم ۱۹۲۶)
دانوب آبی (آلمانی: An der schönen blauen Donau) فیلمی به کارگردانی فردریش تسلنیک است که در سال ۱۹۲۶ منتشر شد.